# Frank Lassen
Frank-Eckhard Lassen, född 4 september 1940 i Tyskland, är en svensk socialdemokratisk politiker, som mellan 1995 och 1998 var riksdagsledamot för Värmlands läns valkrets.